# Techa
O Techa é um rio no flanco leste da parte mais ao sul dos montes Urais, conhecido por sua contaminação nuclear. Possuí 243 quilômetros de comprimento, e sua bacia cobre 7.600 quilômetros quadrados. Começa em Ozyorsk, antiga cidade fechada de processamento nuclear, cerca de 80 quilômetros a noroeste de Chelyabinsk e flui para nordeste até Dalmatovo, quando deságua no Iset, por sua vez um um afluente do Tobol. Sua bacia é delimitada a sudeste pela do rio Miass, outro corpo d'água que deságua no Iset.

## Contaminação da água
De 1949 a 1956, o complexo de Mayak despejou cerca de 76 milhões de metros cúbicos de águas residuais radioativas no rio Techa, uma dispersão cumulativa de 2.75 MCi (102 PBq) de radioatividade.
Cerca de quarenta aldeias, com uma população combinada de cerca de 28.000 habitantes, ficavam às margem do rio na época. Para 24 delas, o Techa era uma importante fonte de água; 23 aldeias foram eventualmente evacuados. Nos últimos 45 anos, cerca de meio milhão de pessoas na região foram irradiadas em um ou mais dos incidentes, expondo-as a até 20 vezes a radiação sofrida pelas vítimas do desastre de Chernobyl.